# Naast
NAAST ist eine französische Rockband aus Paris, Frankreich. Sie sind ein wichtiger Teil des französischen Rocks.

## Geschichte
Die Band wurde 2004 in Joinville-le-Pont, von den Nachbarn Gustave und Nicolas gegründet. Ihr erstes Konzert gaben sie in einem Pariser Pub. 2005 kamen dann Lucas und Claude dazu, zu ihren Konzerten kamen mehr und mehr Fans, aber sie wurden auch immer von anderen Bands kritisiert. Dennoch bekamen sie Unterstützung von Musikzeitschriften. Den Durchbruch schafften sie mit dem Lied Mauvais Garcon aus ihrem ersten Album L'Antichambre, das im Videospiel Guitar Hero III: Legends of Rock als Bonustrack vorhanden war.

## Diskografie

### Alben
| Jahr | Titel         | Höchstplatzierung, Gesamtwochen, AuszeichnungChartsChartplatzierungen (Jahr, Titel, Platzierungen, Wochen, Auszeichnungen, Anmerkungen) | Anmerkungen |
| Jahr | Titel         | FR | Anmerkungen |
| ---- | ------------- | --- | ----------- |
| 2007 | L’Antichambre | FR55 (7 Wo.)FR |             |

### Singles
- 2007: Mauvais Garçon
- 2007: Tu Te Trompes